# Маян (озеро)
Мая́н — озеро в Кунашакском районе Челябинской области.

## Этимология
После обмеления единого озера Маян образовалось два нынешних — Маян и Куракли Маян. Слово Маян родственно монгольскому и бурятскому топониму баян со значением «богатая долина» (т. е. с обильными травами и хорошим водопоем). Это объяснимо монгольским влиянием на тюркские племена в составе башкирского народа, так, например, Маян-Слу или Баян-Слу — имя героинь народного эпоса башкир и казахов.

## География
Расположено в северной части Кунашакского района, вблизи границы со Свердловской областью. Ближайшие населённые пункты: Мурино, Серкино и Разъезд № 2. Севернее находится озеро Куракли-Маян, которое вместе с Маяном на ландкарте Исетской провинции 1743 года обозначено как одно озеро. Позднее водоём обмелел, из одного образовалось два озера.